# Александр Леопольд Австрийский
Александр Леопольд Габсбург-Лотарингский (нем. Alexander Leopold Johann Joseph; 14 августа 1772, Флоренция — 12 июля 1795, Лаксенбург, Австрия) — эрцгерцог Австрийский, палатин Венгрии с 1790 по 1795 годы.

## Биография
Эрцгерцог Александр Леопольд родился 14 августа 1772 года в семье императора Леопольда II (1747—1792), носившего тогда титул великого герцога Тосканского, и его жены Марии Людовики (1745—1792), урождённой принцессы Испанской. По отцу — внук императрицы Марии Терезии, по линии матери — внук короля Испании Карла III.
После смерти старшего брата, императора Иосифа II Леопольд II, унаследовал императорский престол. Одной из главных задач его правления стало снижение напряжения в Венгрии. Император был вынужден сделать ряд уступок: отменить налоговую реформу, уничтожить кадастры, вернуть латыни статус официального языка. Корона святого Стефана была торжественно возвращена в Венгрию. В свою очередь, венгерский сейм избрал новым палатином (наместником) одного из сыновей императора. Выбор пал на восемнадцатилетнего Александра Леопольда.
Александр Леопольд погиб 12 июля 1795 года не дожив месяц до 23-х лет во время запуска фейерверка в Лаксенбургском замке в честь жены его старшего брата императора Франца II — императрицы Марии Терезы (1772—1807).
Александр Леопольд, палатин Венгерский не был женат и не имел потомства. Титул «палатина» унаследовал его младший брат — эрцгерцог Иосиф.